# Apanteles albummacula
Apanteles albummacula (лат.) — вид мелких наездников рода Apanteles из подсемейства Microgastrinae семейства бракониды (Braconidae). Обнаружены в Китае.

## Описание
Мелкого размера перепончатокрылые насекомые: длина тела около 2,5 мм, длина переднего крыла до 2,9 мм. От близких видов отличается коричневой птеростигмой с базальным беловатым пятном и буровато-чёрными задними бёдрами; предпоследний членик жгутика усика в 1,8 раза длиннее своей ширины.
Основная окраска буровато-чёрная; тегулы, лапки и щупики с желтоватыми отметинами. Соотношение длины и ширины птеростигмы: 2,8. Предположительно, как и другие виды рода, паразитируют на гусеницах молевидных бабочек (Lepidoptera). Вид был впервые описан в 2020 году китайскими энтомологами Чжэнь Лю и Цзюнь-Хуа Хэ (Zhen Liu, Jun-Hua He; Laboratory of Agricultural Entomology, Institute of Insect Sciences, Чжэцзянский университет, Ханчжоу, Китай).